# 城关镇 (旬阳市)
城关镇，是中华人民共和国陕西省安康市旬阳市下辖的一个乡镇级行政单位。

## 行政区划
城关镇下辖以下地区：
老城社区、鲁家台社区、下菜湾社区、小河北社区、刘湾社区、鲁家坝社区、青泥社区、草坪社区、党家坝社区、江南社区、鸭沟村、刘店村、晏坪村、双垭村、木厂村、颜坡村、龙头村、殿湾村、无梁殿村、磨沟村、烂滩村、李家台村、两岔河村、宋家河村、岩湾村、瓦渣河村、龚家庄村、龙王庙村、庙河村和李家坪村。

## 交通
- 襄渝铁路、西康铁路：旬阳站